# Маріуполь (жіночий футбольний клуб)
ЖФК «Маріуполь» — професійний український жіночий футбольний клуб з міста Маріуполь Донецької області.

## Історія назв
- 2016–2017: «Легіон»
- 2017–2020: «Маріупольчанка»
- з 2020: ЖФК «Маріуполь»

## Історія
Після розпаду команди «Іллічівка» її колишні гравчині Яна Винокурова разом з Каріною Кулаковською сформували у місті новий клуб під назвою «Легіон».
У 2017 році «Легіон» офіційно перейменували в ЖФК «Маріупольчанка» та заявили на участь у змаганнях в Першій лізі чемпіонату України. У своєму дебютному у першій лізі «Маріупольчанка» одразу ж вийшла у фінал турніру, в якому зазанала поразки від «Ладомиру» з рахунком 1:2. Таким чином команда посіла 2-е місце в чемпіонаті, виборовши срібні медалі. Наступний сезон «Маріупольчанка» завершила на 3-му місці, а вже у сезоні 2018/19 стала чемпіоном першої ліги. У фінальному матчі за золоті медалі команда з Донецької області здобула впевнену перемогу над ВО ДЮСШ з Вінниці з рахунком 4:0 і отримала право наступного сезону виступати у Вищій лізі чемпіонату України. 
20 липня 2019 року «Маріупольчанка» дебютувала у вищій лізі в домашньому матчі 1-го туру проти «Ятрані» з Берестовця.
З початку 2020 року клуб став називатись ЖФК «Маріуполь». Найвищім досягненням в історії клубу стало п'яте місце у вищій лізі в сезоні 2020/21. У тому ж сезоні «Маріуполь» вперше в історії дійшов до півфіналу розіграшу Кубка України, де поступилися харківському «Житлобуду-1» з рахунком 1:4.
Щоб фінансово утримувати команду, представниці клубу запустили в місті цех з виробництва напівфабрикатів харчової продукції.
Усі свої домашні матчі команда проводила на стадіоні «Західний» в Маріуполі. Через те, що під час російського вторгнення в Україну Маріуполь було практично повністю знищено збройними силами Росії та окуповано, з 2022 року ЖФК «Маріуполь» вимушено базується та грає свої домашні матчі в Києві.
У сезоні 2023/24 команда посіла останнє 12-те місце у вищій лізі та понизилась у класі.

## Маріуполь у Вищій лізі
- Перша гра: 20 липня 2019, «Маріупольчанка» —«Ятрань» (Берестівець) — 1:1.
- Перший гол: Олена Галак, «Маріупольчанка» — «Ятрань» (Берестівець).
- Перша перемога: 10 серпня 2019, «Родина-Ліцей» (Костопіль) — «Маріупольчанка» — 0:2.
- Найбільша перемога: 7 листопада 2020, ЖФК «Маріуполь»  — «Буковинська надія» (Великий Кучурів)  — 8:1.

## Досягнення
Перша ліга чемпіонату України:
 Чемпіон: 2018/19
 Срібний призер: 2017
 Бронзовий призер: 2017/18, 2024/25
Кубок України:
 Півфіналіст: 2021